# Messier 39
Messier 39 este un obiect ceresc consemnat în Catalogul Messier, întocmit de astronomul francez Charles Messier.